# Rimons
Rimons – miejscowość i gmina we Francji, w regionie Nowa Akwitania, w departamencie Żyronda.
Według danych na rok 1990 gminę zamieszkiwało 188 osób, a gęstość zaludnienia wynosiła 13 osób/km² (wśród 2290 gmin Akwitanii Rimons plasuje się na 989. miejscu pod względem liczby ludności, natomiast pod względem powierzchni na miejscu 790.).